# Пули
Пу́ли (венг. puli), венгерская овчарка пули, в некоторых источниках венгерская водяная собака — порода пастушьих собак, выведенная в Средние века в Венгрии. Внешне напоминает небольшого комондора.

## История породы
Пули происходят с запада Китая и имеют общие корни с тибетскими терьерами. Возможно, предки этих собак, преодолев азиатские высоты, прибыли на территорию современной Венгрии вместе с аварскими кочевниками. Но традиционной считается версия, согласно которой предки пули были приведены в Венгрию в XIII веке куманами. В венгерской письменности название «пули» появляется в 1751 году.
Впервые пули был показан на выставке собак в Будапеште в 1923 году. В 1936 году порода была признана Американским клубом собаководства (AKC), в 1948 году — американским Объединённым клубом собаководства (UKC), а в 1954 году — Международной кинологической федерацией (FCI), которой классифицирована в группу пастушьих и скотогонных собак, секции овчарок.
Первоначально пули применялись для охраны стад овец, но со временем стали использоваться как подружейные собаки для апортировки дичи и в качестве компаньонов. Очень популярны как у себя на родине, так и в других странах Европы, из-за внешнего сходства с причёсками растаманов пользуются повышенной популярностью в Америке. На европейском и американском континентах существуют Национальные породные клубы. В Россию первые пули были завезены в середине XX века.

## Внешний вид

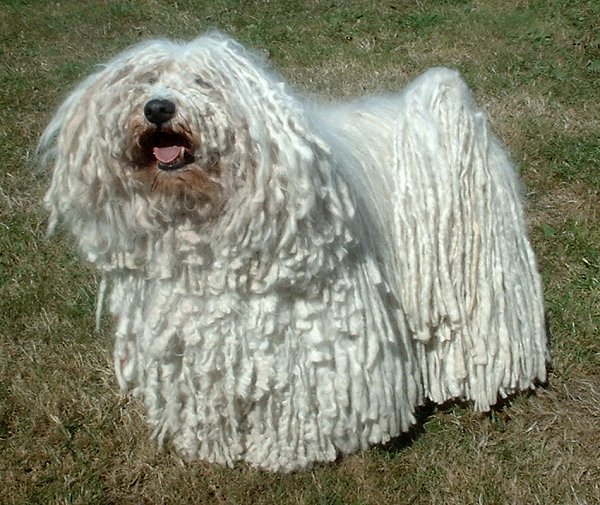
Белый пули

Собака среднего размера, крепкого сложения и квадратного формата, с густым, очень курчавым и свитым в шнуры шёрстным покровом, почти полностью закрывающим глаза. Завёрнутый на спину очень пушистый хвост создаёт впечатление подъёма линии верха от холки к крупу.
Череп маленький и изящный, из-за обильной шерсти голова кажется круглой. Морда не острая, её длина составляет одну треть от длины головы, переход ото лба к морде слабый, спинка носа прямая. Прикус ножницеобразный с полной зубной формулой. Глаза слегка косо посаженные, тёмно-коричневые, с живым и умным выражением. Уши V-образной формы, висячие, с широким основанием и округлыми кончиками. Шея крепкая, с хорошей мускулатурой.
Спина прямая, крепкая, мускулистая; поясница, короткая, круп, слегка наклонный. Грудная клетка глубокая, с хорошо округлёнными рёбрами. Хвост туго закручен над крупом и покрыт густой шерстью. Конечности крепкие и мускулистые, лапы короткие, округлые, собраны в комок, когти в основном чёрные, подушечки тёмные и эластичные.
Густая, свисающая до земли, самопроизвольно свивающаяся в толстые длинные шнуры шерсть полностью покрывает собаку, не позволяя определить её силуэт и формы. Состоит из более грубого остевого волоса и более тонкого подшёрстка, правильное, генетически предопределённое соотношение которых придают собаке эстетичный вид и облегчает уход за шерстью. Самые длинные шнуры покрывают поясницу, круп и внутреннюю часть бёдер, их длина составляет 20—30 см. Подобный тип шёрстного покрова характерен только для взрослых особей, щенки имеют мягкую, чуть волнистую шерсть. Окрас чёрный, чёрный с незначительным ржаво-красным или серым оттенком, олений с отчётливой чёрной маской, серый любого оттенка, жемчужно-белый. В первой половине XX века идеальным считался чёрный окрас, затем стал более популярным белый. На выставках белые и остальных окрасов пули оцениваются в разных рингах.
Высота в холке кобелей — 39—45 см, сук — 36—42 см, при этом идеальным считается рост от 41 до 43 см и от 38 до 40 см соответственно. Вес кобелей — 13—15 кг, сук — 10—13 кг.

## Темперамент

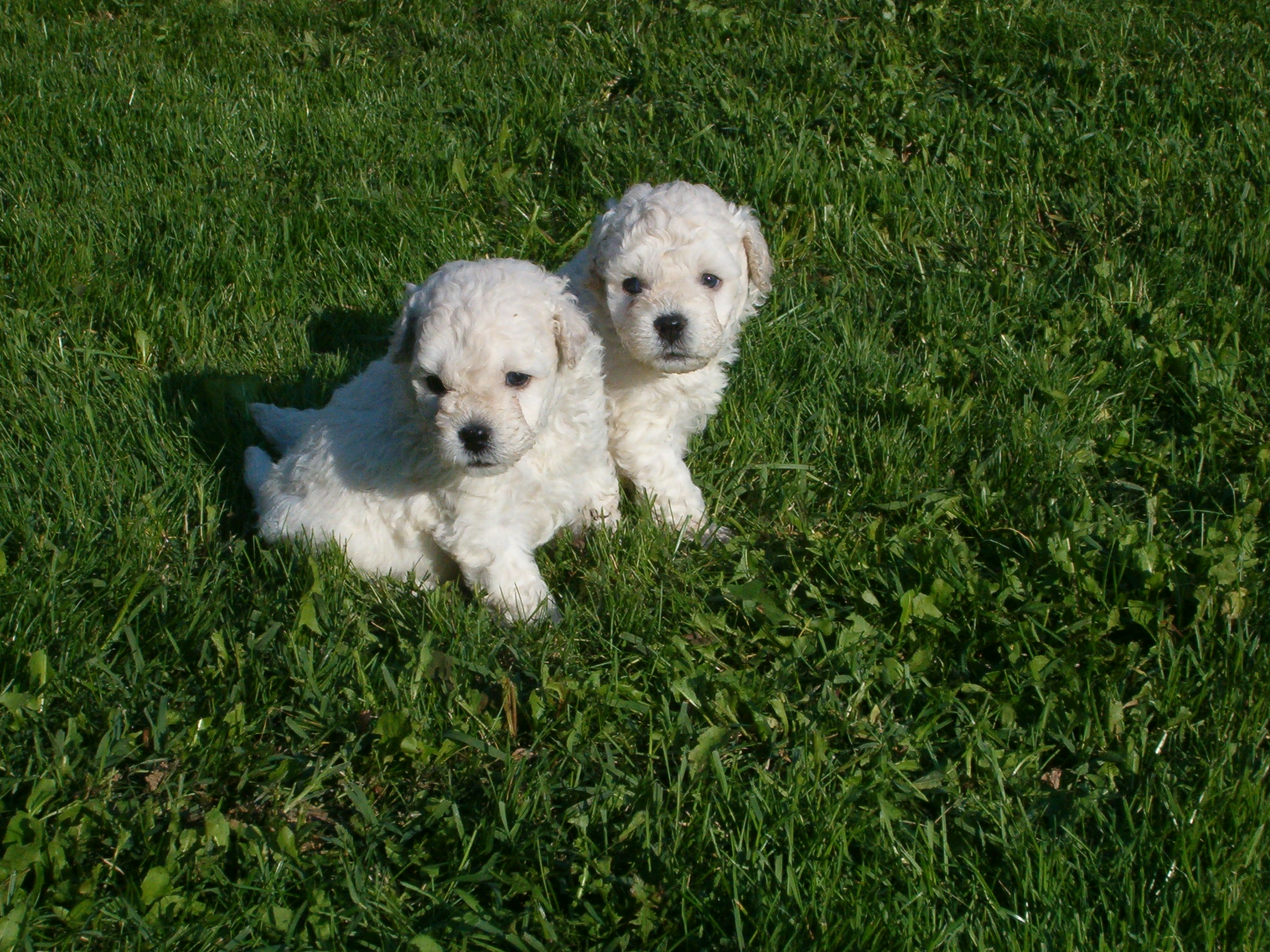
Щенки пули

По своей натуре это очень умная, послушная, ласковая, интеллигентная и подвижная собака, прекрасно понимающая хозяина, к которому очень привязывается. Обладает великолепными охранными качествами, при малейшем подозрительном звуке поднимает лай, при защите хозяина агрессивна и бесстрашна, однако в отношении собак и других домашних животных агрессии не проявляет. Дрессировать щенка нужно начинать с раннего возраста и делать это мягко, без раздражения, повышения голоса и наказаний.
Как пастушья собака, неприхотлива и вынослива, ведёт стадо, прыгая по спинам овец или перепрыгивая через них. Может применяться для поиска взрывчатых веществ, в период между двумя мировыми войнами использовалась в Венгрии на службе в полиции. Пули динамичны и восприимчивы, легко обучаются всему новому, любят движение с преодолением препятствий, отчего с этими собаками интересно заниматься такими видами кинологического спорта, как аджилити, дог-фризби и фристайл.

## Здоровье
У представителей этой породы отличное здоровье, с древности вёлся тщательный отбор рабочих качеств и уделялось внимание высокой работоспособности и психической устойчивости, поэтому порода в течение нескольких веков не претерпела каких-либо существенных изменений. Из генетических возможны заболевания эндокринной системы (гипотиреоз), кожи и слизистых оболочек (ониходистрофия, эритематозная пузырчатка), печени и поджелудочной железы (портосистемный шунт), глаз (витреоретинальная дисплазия, прогрессирующая атрофия сетчатки, дисплазия сетчатки) и скелета (укорочение хвоста, дисплазия тазобедренного сустава, неполнозубость). Могут иметь место дерматиты и сердечно-сосудистые заболевания. В еде пули непривередливы и не склонны к аллергии, отчего могут содержаться как на натуральном кормлении, так и питаться готовыми промышленными кормами. Средняя продолжительность жизни — 12—13 лет.

## Содержание и уход

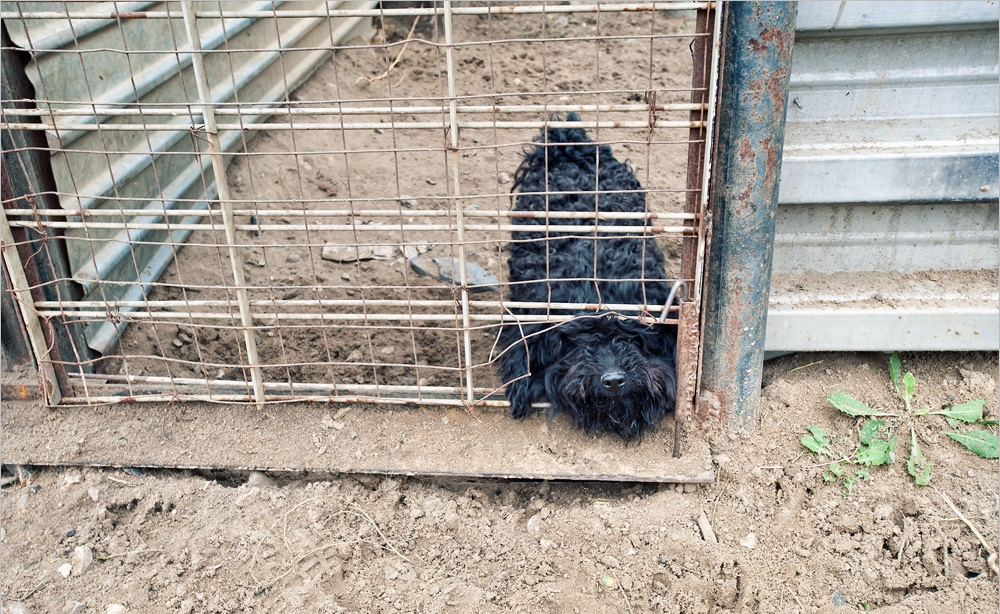
Собака порода Пули в кинологическом питомнике МВД России

Небольшой размер позволяет содержать пули в городской квартире, они быстро и легко адаптируются к изменениям условий существования. Их дреды, формируя своеобразный микроклимат, надёжно защищают от холода, зноя и непогоды, давая возможность собаке комфортно себя чувствовать на улице и в помещении. Пули отлично ладят с людьми всех возрастов, включая детей, им очень нравится находиться в центре внимания. Такая собака хорошо подойдёт человеку, предпочитающему спортивный образ жизни, пули любят активные прогулки и нуждаются в больших физических нагрузках, желательно с преодолением препятствий.
Дреды образуются в полутора-двухлетнем возрасте, растут всю жизнь и не обременяют владельца хлопотами по уходу. Во избежание спутывания «шнуров» их следует время от времени разбирать руками. У пули нет подшёрстка, поэтому расчёсывать и тримминговать их не нужно. Шерсть вокруг морды и по линии низа слегка оформляется стрижкой. Шерсть у собак этой породы не линяет, не имеет запаха и не вызывает аллергии. Мыть пули нужно по мере необходимости, учитывая тот факт, что после купания собаке требуется достаточно много времени для того, чтобы полностью высохнуть. В жаркую погоду нужно стараться держать питомца в тени, снабжая достаточным количеством воды.